# Lemuriostroter geminatus
Lemuriostroter geminatus är en fjärilsart som beskrevs av Erich Martin Hering 1957. Lemuriostroter geminatus ingår i släktet Lemuriostroter och familjen snigelspinnare. Inga underarter finns listade i Catalogue of Life.